# Spelaeoglomeris andreinii
Spelaeoglomeris andreinii är en mångfotingart som beskrevs av Filippo Silvestri 1922. Spelaeoglomeris andreinii ingår i släktet Spelaeoglomeris och familjen klotdubbelfotingar. Inga underarter finns listade i Catalogue of Life.